# Estreptomicina
L'estreptomicina és un antibiòtic, el primer a ser descobert d'una família de medicaments anomenats aminoglicosídics i el primer antibiòtic que va servir per lluitar contra la tuberculosi. Deriva del actinobacterium Streptomyces griseus i és un antibiòtic antibacterià. L'estreptomicina no es pot prendre per via oral, ha de ser administrat per injeccions intramusculars regulars. Un efecte secundari d'aquest medicament és que pot conduir a la pèrdua d'un cert nivell d'oïda.

## Mecanisme d'acció
L'estreptomicina és un inhibidor de la síntesi de proteïnes. Actua fent que no es pugui sintetitzar la proteïna S12 a través de no permetre que la subunitat del ribosoma bacterià S30 s'uneixi amb la part de l'ARN transferencia que li pertoca (formilmetionil-RNAt). Això evita la iniciació de la síntesi de proteïna i condueix a la mort totes les cèl·lules microbianes. Els éssers humans tenim ribosomes estructuralment diferents dels bacteris cosa que permet que l'antibiòtic sigui selectiu pel bacteri. Tot i això, en concentracions baixes l'estreptomicina només inhibeix el creixement del bacteri. Això ho fa induint ribosomes de procariota perquè la cèl·lula mal interpreti el RNAm.

## Història
L'estreptomicina va ser aïllada el 19 d'octubre de 1943 per Albert Schatz, un estudiant de graduat, en el laboratori de Selman Abraham Waksman en la Universitat Rutgers. Waksman i el seu laboratori van descobrir diversos antibiòtics com actinomicina, clavacina i estreptomicina, griseina… De tots aquests, estreptomicina i neomicina van tenir un ús extens en el tractament de diverses malalties infeccioses. L'estreptomicina va ser el primer antibiòtic que podia ser usat per curar la tuberculosi.

## Usos

### Tractament de malalties
- Tuberculosi en combinació amb altres medicaments anti TB. Aquest no és habitualment el primer tractament en línia, excepte en poblacions mèdicament poc desenvolupades, on el cost dels tractaments més cars està prohibit.
- La plaga (Yersinia pestis): Històricament ha estat tractada amb estreptomicina com a primer tractament en línia. Per aquesta raó és aprovat per l'administració de fàrmacs i aliments dels Estats Units.
- Endocarditis infecciosa causada per "enterococcus" quan l'organisme no és sensible a "Gentamicin"
- En la medicina veterinària, l'estreptomicina és el primer antibiòtic de línia per utilitzar contra els bacteris gran negatiu en animals grossos (cavalls, bestiar, ovelles…) Comunament es combina amb la penicil·lina "procaine" per una injecció intramuscular.

Mentre tradicionalment l'estreptomicina s'administra intramuscularment (realment en molts països només està permès administrar-la d'aquesta manera), el medicament pot ser administrat intravenosament també.

### Experiments de selecció de bacteri
Quan cultivem en un medi on hi ha estreptomicina, algunes bacteris com E. Coli depenen de l'expressió del gen aadA per sobreviure (Joung et al., 2000). Així, un brot de E. Coli adequadament dissenyat pot ser combinat amb un medi que contingui estreptomicina i, d'aquesta forma, seleccionar només el bacteri que rep una interacció encertada en experiments de selecció de dos híbrids i en experiments derivats de mètodes de detecció híbrida. L'estreptomicina és un antibiòtic que inhibeix tant bacteris grams positius com bacteris grams negatius i, per tant, un antibiòtic d'ampli espectre molt útil.

### Pesticides
L'estreptomicina també s'utilitza com un pesticida per combatre el creixement de bacteris, fongs i algues. Aquesta substància controla les malalties provocades per bacteris i per fongs de certes fruites, verdures, llavors i collites ornamentals. I també pot controlar el creixement d'algues en aquaris o fonts ornamentals. Un dels usos més importants és el control del foc bacterià en pomeres i perers. Com en l'àmbit mèdic, la utilització massiva d'aquest fàrmac com a pesticida pot desenvolupar resistència enfront d'ells.